# Der Ziegelbrenner
Der Ziegelbrenner war eine anarchistische Zeitschrift, die von 1917 bis 1921 von Ret Marut in München und Köln herausgegeben wurde.

## Geschichte
Das erste Heft Der Ziegelbrenner erschien am 1. September 1917. Als verantwortlich für Herausgabe, Schriftleitung und Inhalt zeichnete Ret Marut, München. Verlag Der Ziegelbrenner, München 23. Das letzte der 13 Hefte erschien im Dezember 1921.
Der Name Der Ziegelbrenner soll das symbolisierte „sozialpolitische Baumaterial“ deutlich machen. Ret Marut war ein Schriftsteller, der später als B. Traven in Mexico lebte. Erst nach dessen Tod bestätigte seine Witwe diese Vermutung. Seine Herkunft und weitere Identitäten sind – auch literarisch – umstritten. Er selbst wehrte sich gegen eine Biografie.
Der Ziegelbrenner, Untertitel: „Kritik an Zuständen und widerwärtigen Zeitgenossen“ erschien unregelmäßig und galt als Blatt gegen Bürgertum, Militarismus und Kirche. Die Zeitschrift wurde 1919 verboten und erschien bis 1921 illegal. Nach Angaben von Oskar Maria Graf soll Der Ziegelbrenner der Zensur entgangen sein, weil die zuständigen Behörden die Zeitschrift als „Maurerzeitschrift“ eingestuft hatten.
Als Akteur der Münchner Räterepublik im Ausschuss für Zensur gegen die rechte Propaganda sollte Marut 1919 standrechtlich erschossen werden, konnte jedoch fliehen und gab die Zeitschrift bis 1921 von Köln aus weiter heraus. Danach fehlte von ihm zunächst jede Spur.
Sein Freund Erich Mühsam forderte deshalb Marut 1927 in einem Aufruf („Wo ist der Ziegelbrenner?“) auf, sich wieder in der Öffentlichkeit zu melden.

## Würdigung
Als B. Traven wurde der Autor des Ziegelbrenner weltbekannt: Er schrieb Romane aus der Sicht der Arbeiter; wesentlich zu seiner Bekanntheit beigetragen haben u. a. Das Totenschiff wie auch die spätere Verfilmung seines Romans Der Schatz der Sierra Madre, die er selber unter der Identität eines „Beraters“ begleitete.
Im Rahmen der aktuellen Arbeiten zur Münchner Räterepublik wurden seine Texte im Ziegelbrenner zu seinem 50. Todestag in München mehrfach aufgeführt und vorgetragen, an seinem Wohnhaus in der Clemensstraße 84 wurde eine Tafel angebracht.

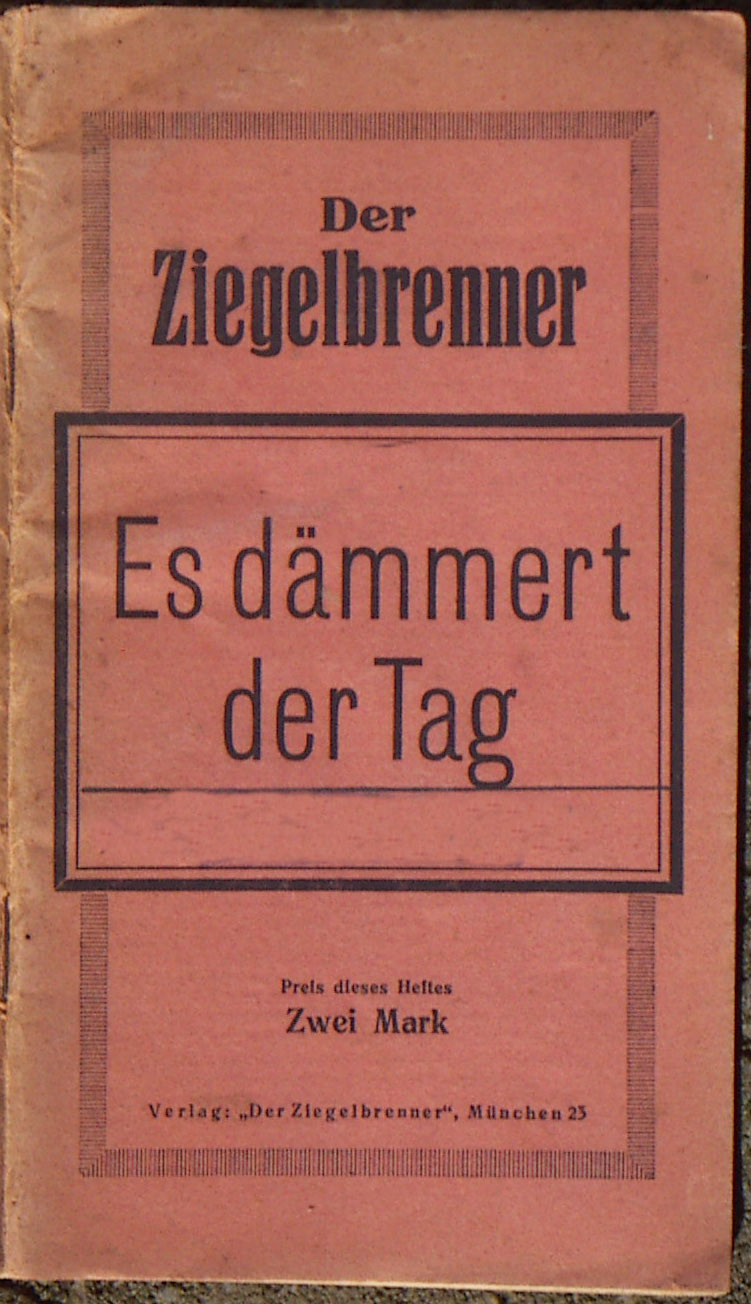
Der Ziegelbrenner. Originaldruck 1918, Heft 5/6/7/8
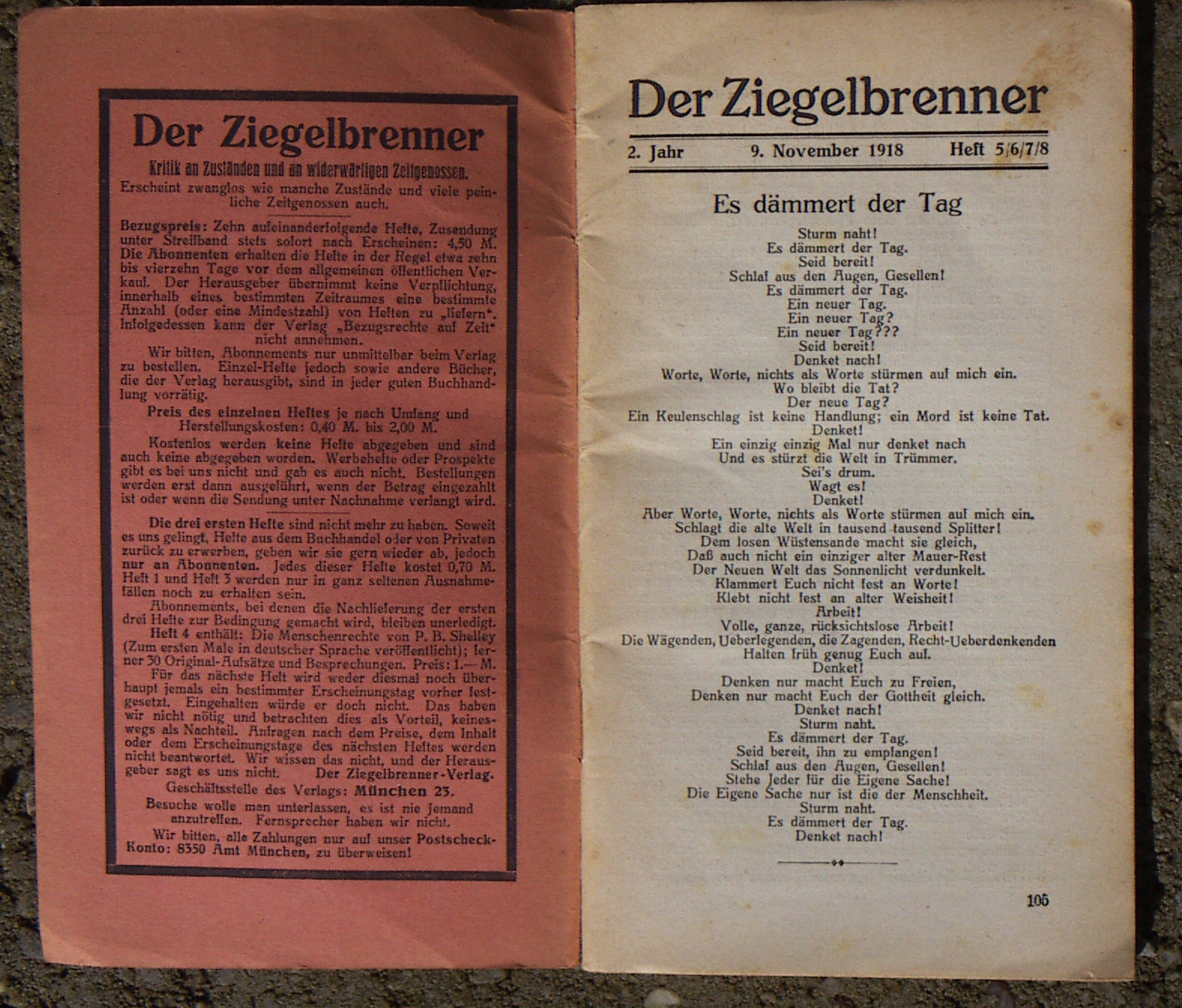
Erste Seite